# Velika Petrovagorska
Velika Petrovagorska is een plaats in de gemeente Lobor in de Kroatische provincie Krapina-Zagorje. De plaats telt 243 inwoners (2001).